# Кафедральный собор Вестероса
Кафедральный собор Вестероса (швед. Västerås domkyrka) — главная церковь диоцеза Вестероса.

## История
Нынешняя церковь была построена в романском стиле в XIII веке и освящена 16 августа 1271 года. Позднее она много раз расширялась и перестраивалась. Церковь была расширена на восток при епископе Лидеке Абельссоне в 1460-х годах. Когда к 1517 году была добавлена часовня в юго-западном углу церкви, и здание приобрело свой нынешний размер. В XVII века крыша была покрыта медными пластинами. Витая барочная лестница 1694 года была разработана Никодимусом Тессином Младшим (1654—1728). Дубовый шпиль, без использования железных балок или гвоздей, облицован медью. В XVI, XVII и XVIII веках было сделано много изменений, которые привносили в интерьер дух времени и постепенно его изменяли. В 1940 году компанией Marcussen&Sön был построен электропневматический орган
.
Йоханнес Рудбекиус (1581—1646) был епископом в Вестеросе с 1619 года до своей смерти; в саду ему установлен памятник. В соборе находится саркофаг Эрика XIV, который был королём Швеции в 1560—1568 годах.

## Галерея
- Купель
- Запрестольный образ
- Внешние панели ретабло Святой Марии (художник Адриан ван Овербек)
- Интерьер
- Гробница короля Эрика XIV
- Статуя Йоханнеса Рудбекиуса